# L'Aube Nouvelle
L'Aube Nouvelle este imnul național din Benin. Muzica și versurile au fost compuse de Gilbert Jean Dagnon. A devenit imn oficial după obținerea independenței în 1960.